# Домевр си Везуз
Домевр си Везуз (фр. Domèvre-sur-Vezouze) насеље је и општина у североисточној Француској у региону Лорена, у департману Мерт и Мозел која припада префектури Линевил.
По подацима из 2011. године у општини је живело 290 становника, а густина насељености је износила 19,62 становника/km². Општина се простире на површини од 14,78 km². Налази се на средњој надморској висини од 267 метара (максималној 317 m, а минималној 246 m).

## Демографија
| 1962. | 1968. | 1975. | 1982. | 1990. | 1999. | 2011. |
| ----- | ----- | ----- | ----- | ----- | ----- | ----- |
| 265   | 301   | 294   | 261   | 227   | 231   | 290   |

График промене броја становника у току последњих година